# ماو هينغ فينغ
ماو هينغ-فينغ (بالحروف الصينية المبسطة: 毛恒凤، بنظام بينيين: Máo Héngfēng) ولدت في 9 ديسمبر عام 1961، هي ناشطة حقوق المرأة وحقوق الإنسان في جمهورية الصين الشعبية. رفضت ماو إجهاض طفلها الثالث بعد أن أنجبت توأمًا بالفعل وحُجزت في مستشفى الأمراض العقلية وطُردت من وظيفتها. تقدمت ماو بعدة التماسات، وقضت نتيجتها سنة ونصف من التهذيب خلال العمل في عامي 2004 و2005 وسنتين ونصف في السجن  «للتخريب المتعمد للملكية» في 2006-2008. أُطلق سراحها من سجن النساء في شنغهاي في 29 نوفمبر 2008. ومنذ ذلك الوقت قضت سنة أخرى في التهذيب خلال العمل لدعمها  ليو شياوبو. أُطلق سراحها مؤقتًا في فبراير عام 2011، ولكنها كانت تحت الإقامة الجبرية في المنزل. اعتُقلت مجددًا بعد فترة وجيزة، ووضعت في مستشفى سجن مدينة شنغهاي، حيث تعرضت للتعذيب والمعاملة المزرية قبل ذلك.

## خلفية
طُردت ماو من وظيفتها في مصنع الصابون في شنغهاي، نتيجة حملها للمرة الثانية بعد إنجاب توأم، وهو ما كان ضد قوانين تنظيم الأسرة الصينية. رفضت ماو الإجهاض، ونتيجة لذلك، حُجزت في مستشفى للأمراض العقلية. أنجبت في 28 فبراير عام 1989، وأُخطرت في 20 مارس أنها طُردت من وظيفتها لغيابها 60 يومًا عن العمل. كانت تلك الفترة التي أنجبت وتعافت فيها من الولادة، علاوة على التعافي من التعذيب في مستشفى الأمراض العقلية. 

## التماسات
تقدمت ماو بالتماسٍ ضد طردها من العمل تحت قانون العمل الصيني، وعادت للعمل في وظيفتها. إلا أن مصنع الصابون طعن في الحكم. كانت ماو في الشهر السابع من الحمل في الطفل الرابع في وقت جلسة السماع، عندما أخبرها القاضي أنها إذا أنهت هذا الحمل الثالث سيكون حكمه في صالحها. أنهت ماو الحمل على عكس رغبتها، من أجل مصلحة العائلة، ولكن حكم القاضي جاء ضدها رغمًا عن ذلك، لأنها أخذت 16 يومًا من «المغادرة غير المخوّلة» من العمل، ولانتهاكها سياسات تنظيم الأسرة. 
تقدمت ماو بالتماسات متكررة منذ 1990 حتى 2004 للسلطات للعفو عنها وإعادتها للعمل، وإنصافها بعد الإجهاض القسري، وإنكار حقوقها الأساسية مثل الحرية في التعبير. كما أنها قامت بالعديد من المحاولات للبدء في إجراءات قانونية ضد السلطات حول انتهاكات السلطة لها، ولكن المحاكم فشلت في التجاوب مع تلك المطالب أو رفضت إدراج ملفاتها في قضية. 
بالإضافة إلى تقديم الالتماسات للسلطات للسعي لإنصافها، عملت ماو للدفاع عن حقوق الآخرين. على سبيل المثال، دعمت الآخرين المطالبين بالإنصاف حول عمليات الطرد القسرية في شنغهاي وشانشي، واعتبرتها السلطات في شنغهاي إحدى أبرز النشطاء وأكثرهم خبرة وعندًا. قامت ماو بحملات نشطة بالنيابة عن الأفراد الآخرين المحجوزين في «التهذيب خلال العمل» أو مستشفيات الأمراض العقلية، ومنهم النساء المحجوزات بادعاءات انتهاك سياسات تنظيم الأسرة. 
تعارض ماو الاعتقال الاعتباطي وتقيم الحملات للإصلاح وضمان الإنصاف وحماية الناس العاديين ضد إساءة استخدام السلطة. 
اعتُقلت مؤخرًا نتيجة دفاعها عن ناشط حقوق الإنسان ليو شياوبو.

## 2004-2005
حُكم على ماو هينغ-مينغ بقضاء 18 شهرًا في «التهذيب خلال العمل» في إبريل عام 2004 بعد الاحتجاج المتكرر على انتهاكات حقوقها. حُرمت ماو من أبسط حقوقها، مما ترك عائلتها في صعوبات مالية شديدة. تظاهر الكثيرون في شنغهاي دعمًا لها. 
ضربت الشرطة ماو وزوجها وو شيوي ضربًا مبرحًا متكررًا عندما تجمعا مع مئات المظلومين في محكمة مقاطعة بوتو في شنغهاي. كان الزوجان يدعمان شي زهينغنغ، وهو مدعي يُحاكم لمحاولاته حضور خدمة تذكارية في بكين في يناير عام 2005. تمكنت ماو هينغ-فينغ من الهروب وحاولت الاستمرار في الاحتجاج نيابة عن شي. ولكنها اعتقلت مرة أخرى وارسلت إلى محل إقامتها، حيث تهددها الشرطة المحلية وكذلك يفعل مسئولو الحكومة بالسجن إذا استمرت بالاحتجاج، وقدموا إليها أمرًا رسميًّا بالاستدعاء للتحقيق حول الاتهام بـ«عرقلة حياة الآخرين». 
منذ 23-27 سبتمبر 2005، حُكم على ماو وعائلتها بالإقامة الجبرية في منزلهم بعد أن صرحت أنها ستذهب إلى ممثل الأمم المتحدة في بكين للاحتجاج حول الانتهاكات. وقف على باب منزلها سبعة ضباط شرطة لمنعها من المغادرة أو حتى الذهاب للتسوق. 
وقعت ماو تحت أسر الإقامة الجبرية في 29 سبتمبر عام 2005 مرة أخرى، إذ أخبرها ضابط شرطة أن هذا سيستمر حتى نهاية الاجتماع العام الخامس للجنة المركزية السادسة عشر للحزب الشيوعي في 11 أكتوبر عام 2005. وقف أمام منزلها في اليوم التالي ثلاثة ضباط شرطة وسبعة حراس رسميين لمقاطعة يانغبو. وحُذرت من محاولة مغادرة المنزل وعواقب ذلك؛ بالسجن أو المعاملة العنيفة.  

## الحبس (2006-2007)
اعتُقلت ماو في بداية عام 2006 في وقفة المتظاهرين قبل الذكرى السنوية لحادثة مظاهرات ساحة تيانانمن ووضعت تحت الرقابة المحلية. اتُهمت ماو بـ«انتهاك شروط الرقابة المحلية»، ووضعت تحت «الاعتقال المخفف» في غرفة صغيرة مع ستة رجال ونساء آخرين في مقاطعة يانغبو في شنغهاي. وأثناء الاعتقال، كسرت ماو مصباحي طاولة في منزل الضيوف الذي كانت محتجزة في غرفته، ولهذا السبب قُبض عليها رسميًّا في 30 يونيو عام 2006 متهمة بـ«التخريب العمدي للملكية.» حُكم على ماو بقضاء سنتين ونصف في السجن في 12 يناير عام 2007 وسُجنت في سجن شنغهاي للنساء.
تقدمت ماو وزوجها وو شيوي بالتماس ضد الحكم على ماو. كانت جلسة سماع الالتماس في 16 إبريل عام 2007، لم يقرأ القاضي في بلدية شنغهاي رقم 2 أي أقوال تدعم موقف ماو، ولم يسمح بتقديم أي دليل من محامي شي أو ماو. تلقت ماو تعذيبًا في السجن من السجناء. وضعت في حبس انفرادي لمدة 70 يوم بالإضافة إلى الإيذاء الجسدي الذي تعرضت له، وذلك بالمخالفة لقانون السجن الصيني، الذي يسمح بمدة أقصاها 15 يومًا للحبس الانفرادي. أُطلق سراحها أخيرًا في 29 نوفمبر عام 2008، في نهاية فترة حكمها.

## الاحتجاج لأجل ليو شياوبو والحبس (2009-2011)
حكمت عليها المحكمة بثبوت تهمة «إزعاج النظام العام» في 25 ديسمبر عام 2009، بسبب احتجاجها السلمي خارج المحكمة الوسطى في بلدية بكين، حيث كانت تقيم حملات داعمة لناشط حقوق الإنسان ليو شياوبو. أرسلت ثانيةً إلى «التهذيب خلال العمل» في 4 مارس عام 2010. وهناك عُذبت وعوملت أسوء المعاملة. شملت قائمة الاعتداء عليها إجبارها على تناول الطعام ومنعها عن الوصول لطعام عائلتها، وأمر زملائها بضربها ضربًا متكررًا. رُبطت ماو في مكانها لمدة أربع أيام بلا طعام أو شراب في 9 سبتمبر عام 2010؛ نظرًا لاحتجاجها لأجل حقوق الإنسان، وتكرر ذلك في 29 سبتمبر. 
أُطلق سراحها في 22 فبراير، وأظهرت الأشعة المقطعية نزيفًا في دماغها بسبب المعاملة السيئة التي تعرضت لها. اعتُقلت ماو سريعًا مرة أخرى، وأعتقد أنها موجودة في مستشفى سجن مدينة شنغهاي، حيث عذبوها وأساءوا معاملتها.
أطلق سراح ماو هينغ-فينغ في 28 يوليو عام 2011 إلى عائلتها في حالة غير واعية. مع بقاء وضعها تحت المراقبة من ضباط الشرطة.

## حملة العفو 2011
طالبت منظمة العفو الدولية بإجراء عاجل، بإطلاق سراحها فورًا، وإجراء تحقيق في الاعتداءات الواقعة عليها، وتوفير الرعاية الطبية والفحص الطبي المستقل لها.